# Нае
Нае (нім. Nahe, лат. Nava, кельтського походження, що означає Дика річка) — річка в Німеччині.

## Загальні відомості
Річка Нае — притока Рейну. Її довжина дорівнює 125 км. У місці витоку, в окрузі Нофельден, висота над рівнем моря — 459 метрів, в місці впадання в Рейн — 79 метрів. Перепад висот між витоком і гирлом — 380 метрів. Площа басейну річки становить 4067 км².

## Географія
Річка починається в лісовій місцевості округу Нофельден-Земба, в землі Саар, на північний захід від міста Нофельден. Річка є вододілом між гірським масивом Гунсрюк і Північно-Пфальцьким нагір'ям (Nordpfälzer Bergland). Нае протікає територією німецьких федеральних земель Саар і Рейнланд-Пфальц. Впадає в Рейн біля міста Бінген.
Праві притоки Нае: річки Глан (річка), Альзенц, Аппельбах, Візбах; ліві її притоки: річки Ханенбах, Боз, Ідарбах, Траунбах, Фінебах та інші.
На річці Нае розташовані міста: Ідар-Оберштайн, Бад-Кройцнах ( лазні, які дали назву місту, містять благородний газ радон, який, імовірно, має цілющі властивості), Бінген, Біркенфельд, Кірн, Бад-Зобернгайм, Бад-Мюнстер-на-Штайн-Ебернбурзі, Бос, Мюнстер-Зармсгайм, Гензінген, Мерксгайм, Штаудернгайм, Монцинген, Норгайм та інші.
На річці знаходяться декілька водосховищ і гребель (наприклад, біля міста Ідар-Оберштайн), що регулюють рівень води в Нае.